# Theodor Wessel
Theodor Vilhelm Wessel, född 27 februari 1842 i Odense, död 31 juli 1905 i Taarbæk , var en dansk köpman och industriman och en av grundarna av Th. Wessel & Vett och Magasin du Nord.
Hans far Herman Henrich Wessel var tullassistent; hans mor var Vilhelmine, född Rasmussen. Theodor Wessel jobbade som ung i en diversehandel i Svendborg och kom 1864 till Köpenhamn, där han jobbade för handelshuset M.E. Grön & Sol.
År 1868 etablerade Wessel tillsammans med Emil Vett en affär i Århus, men blev själv kvar i Köpenhamn, där han fick erbjudande om en välbetald plats hos firman I.H. Ruben; han tilläts göra inköpsresor i England för företaget och även för sitt eget företag i Århus. År 1870 startade han en verksamhet i Ålborg och sedan även en filial i Odense, och etablerade samtidigt en grosshandel med vitvaror i Köpenhamn, allt med sin kompanjon Emil Vett. Företaget i Köpenhamn hette dock Th. Wessel & Co., men när Emil Vett 1876 flyttade till Köpenhamn, ändrades det till Th. Wessel & Vett.
Theodor Wessel och Emil Vett grundade Magasin du Nord år 1868.